# Чиребон

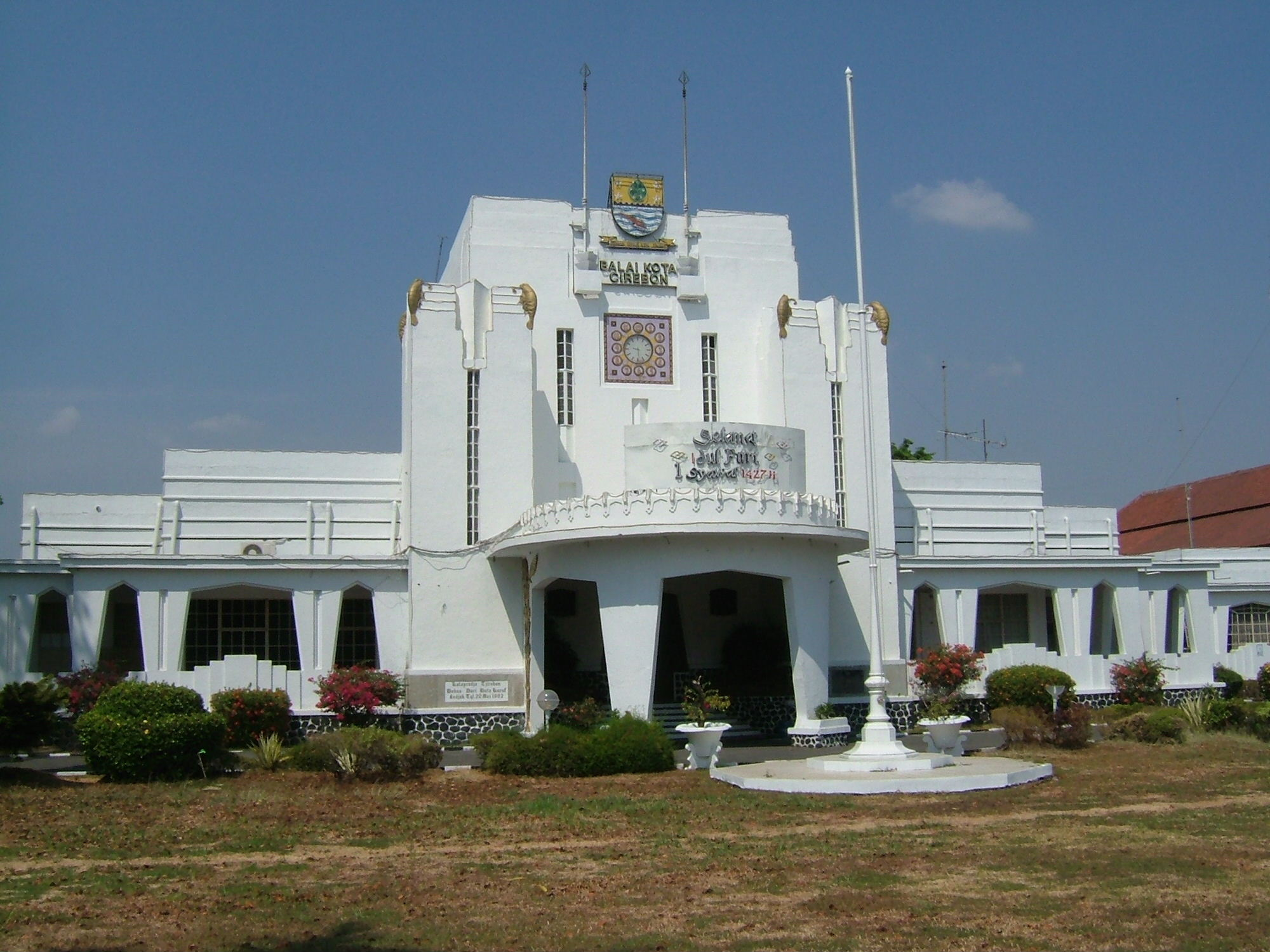
Мерія Чиребона

Чиребон (індонез. Cirebon, раніше відомий як Cheribon) — портове місто на північному узбережжі індонезійського острова Ява. Розташований в провінції Західна Ява неподалік від кордону з Центральною Явою, приблизно за 297 км на схід від столиці Джакарти.

## Історія
В 1445 році принц Валангсунгсанг, син короля Сунда Срі Бадуга Махараджи (якого часто асоціюють з напівміфічним королем Прабу Сілівангі), заснував на північному узбережжі о. Ява поселення Чиребон. Валангсунгсанг, хоч і був старшим сином короля Сунда, тим не менш не отримав від батька права успадкувати королівство, як вважають через те, що внаслідок впливу своєї матері прийняв іслам. Поступово Чиребон перетворився на успішний торговий порт і принц Валангсунгсанг отримав новий титул — принц Чакрабуана. В ті часи Чиребон вважався князівством в складі Сундського королівства і Чакрабуана залишався вірним своєму батькові та сплачував Сундському королівству данину, як його васал.
В 1479 році принцу Чакрабуана успадковував його племінник і зять Сунан Гунунгджаті (шаріф Хідаятулла), син шаріфа Абдулли з Єгипту. Гунунгджаті належав до улеми, освіченого класу мусульманських вчених та юристів. Він здобув освіту на Близькому Сході і був онуком короля Сунди Прабу Сілівангі.
2 квітня 1482 року Гунунгджаті надіслав листа своєму дідові — королю Срі Бадуга Махараджи, в якому повідомив, що Чирібон більше не відправлятиме в Пакуан Паджаджаран (столицю Сундського королівства) данину, тобто фактично оголосив незалежність Чиребона від Сунда. В своїй праці «Сумма Сходу від Червоного моря до Китайського» («Suma Oriental que trata do Mar Roxo até aos Chins»), написаної в 1512—1515 рр. португальський дослідник Томе Піріш повідомляв, що порт Бантен все ще належав Сундському королівству, тоді як Чиребон вже був організований як ісламська держава.